# Oikopleura albicans
Oikopleura albicans es una de las especies que constituyen género Oikopleura de la familia Oikopleuridae. Es un organismo marino que forma parte del plancton de los mares tropicales.

## Descripción
Cuerpo alargado de hasta 5 mm de longitud. En los adultos el tronco presenta un gran desarrollo de las gónadas, presentando un ovario posterior entre los dos testículos.
Las glándulas bucales son alargadas y voluminosas. El endostilo es recto y alargado. La cola es musculosa y terminada en punta. En la mitad inferior de la cola del lado izquierdo se suelen observar numerosas células subcordales las cuales se disponen en dos hileras las cuales varían de acuerdo a la edad.

## Distribución
Oikopleura albicans presenta una amplia distribución en las aguas marinas tropicales del globo terráqueo en el mar Caribe se le ha señalado para región Golfo de México, la región del Caribe venezolano en la zona del Parque nacional Mochima  donde suelen ser abundantes., en  Brasil se le ha señalado en la región de Bahía,  para aguas del Argentina y sur Atlántico occidental y en el océano Pacífico la región costera del norte de Chile
Fuera de las aguas marina y oceánica americanas se le ha señalado para  Mar Mediterráneo